# 景略半导体
景略半导体（JLSemi），是一家芯片设计公司，業務包括乙太網PHY以及SoC產品。https://www.jlsemi.com.cn/